# Sjaak de Bruin
Sjaak de Bruin (Rotterdam, 18 februari 1903 – aldaar, 26 januari 1969) was een Nederlands voetballer. Hij kwam als speler uit voor Hermes DVS en speelde daarnaast tussen 1929 en 1930 driemaal in het Nederlands voetbalelftal.

## Loopbaan
Zijn debuutinterland was de met 6-2 verloren uitwedstrijd tegen Zweden op 9 juni 1929. Hij moest de legendarische Harry Dénis doen vergeten, maar bleek in zijn drie interlands tegen Zweden, Noorwegen en Zwitserland niet te voldoen. Men riep daarna toch weer de toen al 34-jarige Dénis terug. Uiteindelijk zou PSV-er Sjef van Run diens opvolger worden.
In 1931 won De Bruin met Hermes DVS de Zilveren Bal door Feijenoord met 4-1 te verslaan.

## Interlandcarrière
De Bruin werd voor het eerst opgeroepen voor het Nederlands voetbalelftal door bondscoach Bob Glendenning voor de wedstrijd tegen Zweden op 9 juni 1929. In totaal speelde hij drie interlands, welke allemaal verliezend werden afgesloten.

### Gespeelde interlands
| Interlands van Sjaak de Bruin voor Nederland | Interlands van Sjaak de Bruin voor Nederland | Interlands van Sjaak de Bruin voor Nederland | Interlands van Sjaak de Bruin voor Nederland | Interlands van Sjaak de Bruin voor Nederland | Interlands van Sjaak de Bruin voor Nederland |
| №                                            | Datum                                        | Wedstrijd                                    | Uitslag                                      | Competitie                                   | Goals                                        |
| Als speler bij Hermes DVS                    | Als speler bij Hermes DVS                    | Als speler bij Hermes DVS                    | Als speler bij Hermes DVS                    | Als speler bij Hermes DVS                    | Als speler bij Hermes DVS                    |
| -------------------------------------------- | -------------------------------------------- | -------------------------------------------- | -------------------------------------------- | -------------------------------------------- | -------------------------------------------- |
| 1                                            | 9 juni 1929                                  | Zweden – Nederland                           | 6 – 2                                        | Oefeninterland                               |                                              |
| 2                                            | 3 november 1929                              | Nederland – Noorwegen                        | 1 – 4                                        | Oefeninterland                               |                                              |
| 3                                            | 2 november 1930                              | Zwitserland – Nederland                      | 6 – 3                                        | Oefeninterland                               |                                              |